# Samuele Cottafava
Samuele Cottafava (Módena, 1 de novembro de 1998) é um jogador de vôlei de praia italiano.

## Carreira
Formando dupla com Marco Maletti terminou na décima sétima posição no Campeonato Europeu Sub-20 de 2017 em Vulcano.Competiu a nível nacional em 2019 com Tobia Marchetto.
Em 2019 estreou no Circuito Mundial ao lado de Jakob Windisch no Aberto de Göteborg e terminaram na nona posição, terminando na décima terceira posição com este atleta no Aberto de Baden, na décima sétima colocação no Aberto de Liubliana, conquistando seu primeiro título no Aberto de Budapeste, na sequência o décimo sétimo posto no Aberto de Knokke-Heist, todos resultados na categoria uma estrela.Juntos terminaram na quarta posição no Campeonato Europeu Sub-22 em Antália.

## Título e resultados
- Torneio 1* de Budapeste do Circuito Mundial de Vôlei de Praia:2019
- Campeonato Europeu de Vôlei de Praia Sub-22:2019